# Fekete Jenő (politikus)
Fekete Jenő (Alsókéked, 1904. november 16. – Kázsmárk, 1949. április 4.) magyar politikus 

## Életpályája
Apja gazdasági szakember volt. Fia nyolc reáliskolai osztályt és kereskedelmi szakiskolát végzett, kereskedelmi alkalmazotti gyakorlatát a miskolci Weidlich-féle üzletben töltötte, majd később mostohaanyja földjén gazdálkodott. 1945-ben belépett a Független Kisgazdapártba. 1945. november 4-én a Borsod-Gömör-Zemplén-Abaúj vármegyei listán pótképviselővé választották. 1946. október 4-én hívták be a Nemzetgyűlésbe. 1946 végétől 1947 nyaráig a párt Abaúj megyei szervezete titkára, ekkor átlépett a Pfeiffer Zoltán vezette Magyar Függetlenségi Pártba, s annak listáján korábbi választókerületében országgyűlési képviselővé választották az 1947. augusztus 31-i országgyűlési választásokon. 1947. november 20-án mandátumát érvénytelenítették, tisztázatlan vádak alapján letartóztatták. 1949. januárban ítélet nélkül szabadon engedték, de az elszenvedett bántalmazások miatt elhunyt.